# Verbo-oggetto-soggetto
In tipologia linguistica, si dice che una lingua è VOS quando le frasi seguono, generalmente, un ordine verbo-oggetto-soggetto.
Esempi includono le lingue austronesiane come il malgascio, il giavanese (antico), il batak toba e il figiano, così come le lingue maya come il tzotzil, che sono lingue ergative. Tra le lingue romanze probabilmente l'unica lingua che presenta soggetto postverbale è il sardo, anche se l'influenza esterna ha prodotto nel sardo moderno un'oscillazione con le sintassi di tipo OSV e SVO.